# Протэлитроптеры
Протэлитроптеры (лат. Protelytroptera)  — небольшой отряд вымерших новокрылых насекомых с неполным превращением.

## Описание
Мелкие и средней величины насекомые, внешне несколько сходные с жуками благодаря элитризованным надкрыльям. Голова широкая, не скрытая переднеспинкой; усики короткие, многочленистые; глаза крупные, выступают по бокам головы. Ротовой аппарат грызущий. Переднеспинка щитообразная, поперечная. Передние крылья более или менее сильно уплотнённые, с обеднённым, в различной степени редуцированным жилкованием, покрывают задние крылья и брюшко; у наиболее продвинутых форм превращены в выпуклые, лишённые жилок надкрылья. Задние крылья нередко длиннее передних, широкие, также с сильно редуцированным жилкованием. У рода Protelytron, кроме того, дистальная часть крыла складывается поперек; обширная анальная область в покое складывается веерообразно под преданальную часть крыла. Ноги бегательные, короткие. Бёдра и голени уплощённые, лапки 5-члениковые. Брюшко из 7 нормально развитых сегментов, остальные — значительно уменьшены. Церки короткие, членистые; самки, кроме того, имели укороченный наружный яйцеклад.
Остатки представителей отряда обнаружены в пермских отложениях Северной Америки, Австралии и Европы, в том числе и в России.
Протэлитроптер включают в кладу Polyneoptera, а в ней их принято сближать с уховёртками.
Основным направлением в эволюции отряда было приспособление к обитанию в тесных пространствах — в трещинах коры и под корой, в подстилке, в связи с чем передние крылья утратили лётные свойства и превратились в плотные надкрылья, защищающие задние крылья и брюшко. Моторная роль же задних крыльев, напротив, усилилась вследствие их удлинения и расширения. Как следствие, появилась способность к поперечному складыванию задних крыльев.
В целом протэлитроптеры представляют пример конвергентного развития с жесткокрылыми.

### Классификация
В настоящее время классификация отряда основана исключительно на признаках строения крыльев и нуждается в пересмотре, с учётом того, что для некоторых протэлитроптер характерна широкая индивидуальная изменчивость жилкования надкрылий.
В отряде выделяют 11 вымерших семейств:
- Protelytridae
- Blattelytridae
- Archelytridae
- Elytroneuridae
- Megelytridae
- Apachelytridae
- Planelytridae
- Protocoleidae
- Permophilidae
- Stenelytridae
- Dermelytridae